# Rhynchoproctus crassanus
Rhynchoproctus crassanus är en mångfotingart som först beskrevs av Karsch 1881.  Rhynchoproctus crassanus ingår i släktet Rhynchoproctus och familjen Harpagophoridae. Inga underarter finns listade i Catalogue of Life.